# Ken Clark
Kenneth Donovan Clark (* 4. Juni 1927 in Neffs, Belmont County, Ohio; † 1. Juni 2009 in Rom) war ein US-amerikanischer Schauspieler. Seine größten Erfolge hatte er in italienischen Agentenfilmen.

## Leben
Clark, ein ehemaliges männliches Model, war in den 1950er Jahren bei der 20th Century Fox unter Vertrag, die ihn in einigen Filmen und auch kurz im Fernsehen einsetzte. Als sein Vertrag auslief, nahm er Angebote von unabhängigen, meist billigen Produktionen an. So spielte er in Roger Cormans Attack of the Giant Leeches; bei der Columbia wurde der Science-Fiction-Film 12 to the Moon hergestellt.
1963 ging Clark nach Italien und trat in einigen frühen Italowestern und Abenteuerfilmen auf, bevor er mehrere Male als Agent 077 in einer vom James-Bond-Boom profitierenden Reihe von Agentenfilmen die Hauptrolle spielte. Nach 1970 verabschiedete sich Clark vom Filmgeschäft.

## Filmografie (Auswahl)
- 1955: Testpiloten (On the Treshold of Space)
- 1956: Feuertaufe (Between Heaven and Hell)
- 1956: Der letzte Wagen (The Last Wagon)
- 1956: Pulverdampf und heiße Lieder (Love Me Tender)
- 1958: South Pacific
- 1959: Attack of the Giant Leeches
- 1960: 12 to the Moon
- 1963: Höllenhunde des Dschingis Khan (Maciste contro i Mongoli)
- 1964: FBI ruft Istanbul (FBI chiama Istanbul)
- 1964: Der größte Sieg des Herkules (Ercole l’invincibile)
- 1964: Jack Clifton jagt Wostok III (Coplan agent secret FX 18)
- 1964: Der Ritt nach Alamo (La strada per Fort Alamo)
- 1964: Die Vernichtung des Dschingis Khan (Maciste nell'inferno di Gengis Khan)
- 1965: Jack Clifton – Mission Bloody Mary (Agente 077 missione Bloody Mary)
- 1965: Vollmacht für Jack Clifton (Agente 077 dall’Oriente con furore)
- 1966: Nebraska-Jim (Ringo del Nebraska)
- 1966: Im Netz der goldenen Spinne (Missione speciale Lady Chaplin)
- 1967: Komm Gorilla schlag zu (Tiffany memorandum)
- 1967: Fünf gegen Casablanca (Attentato ai tre Grandi)
- 1968: Der Boss stirbt noch vor 12 (Rapporto Fuller base Stockolma)
- 1969: Tarzana sesso selvaggio
- 1970: Der Einsame aus dem Westen (Sledge)